# Charles Xavier Abancourt
Charles Xavier Joseph de Franqueville Abancourt (ur. 4 lipca 1758 w Paryżu, zm. 9 września 1792 w Wersalu) – francuski minister.
Był ministrem wojny Ludwika XVI. Obwiniony w czasie wypadków 10 sierpnia 1792 o udział w spisku przeciw rewolucji, jako "nieprzyjaciel wolności" sądzony był w Orleanie. Przywieziony potem do Paryża razem z innymi więźniami, zamordowany został w 1792 w Wersalu w masowej egzekucji wraz z 52 innymi więźniami.